# Кучер Олег Миколайович
Олег Миколайович Кучер (нар. 17 листопада 1971) — радянський та український футболіст, півзахисник, згодом — тренер і функціонер.

## Кар'єра гравця
Вихованець рівненського футболу. Перший тренер - Володимир Поліщук.
У складі рівненського «Вереса» дебютував у 1991 році у другій лізі чемпіонату СРСР, а вже в наступному році з цією командою завоював місце у вищій лізі чемпіонату України. Олег Кучер був одним з лідерів «Вереса» зразка 1993 року, який у серпні-вересні по черзі переміг в чемпіонаті вищої ліги «Дніпро» (2:1), «Металіст» (4:0) і «Шахтар» (2:0), завершивши перше коло на четвертому місці. Ця ж команда 5 грудня того року вибила за сумою двох матчів з розіграшу Кубка України київське «Динамо», 0:0 у Рівному і 1:1 у Києві.
Рік по тому, коли гравці почали залишати «Верес», з команди пішов і Кучер. Спочатку в «Буковину», а потім у «Металіст» Михайла Фоменка. Взяв участь «у витягуванні харківського Металіста з болота першої ліги». У харківському клубі провів 7 сезонів, з яких 5 - у вищій лізі.
Коли взимку 2004 року стало відомо, що в Харкові на Кучера більше не розраховують, Олег прийняв пропозицію Романа Покори перейти в «Миколаїв», який боровся за збереження місця в першій лізі. У цьому ж дивізіоні виступав і «Металіст». 13 квітня 2004 року в матчі проти своєї колишньої команди Олег був одним з найкращих на полі. Матч завершився внічию 0:0.
Догравши до кінця року в миколаївській команді, Кучер завершив професійну кар'єру. Далі грав у чемпіонаті Рівненської області в командах ОДЕК і «Волинь-Цемент».

## Тренерська кар'єра
Під час обласного сезону 2008 року, коли ОДЕК невдало зіграв зі здолбунівских «Волинь-Цементом» і рівненським «Хіміком», керівництво клубу призначило головним тренером гравця ОДЕКа Олега Кучера. В оржівському клубі пропрацював до 2012 року.

## Кар'єра функціонера
У грудні 2012 року був призначений заступником глави Рівненської обласної федерації футболу.